# Junji Nishizawa
Junji Nishizawa (jap. 西澤 淳二, Nishizawa Junji; * 10. Mai 1974 in der Präfektur Tokio) ist ein ehemaliger japanischer Fußballspieler.

## Karriere
Nishizawa erlernte das Fußballspielen in der Jugendmannschaft von Verdy Kawasaki. Seinen ersten Vertrag unterschrieb er 1993 bei Verdy Kawasaki. Der Verein spielte in der höchsten Liga des Landes, der J1 League. Mit dem Verein wurde er 1993 und 1994 japanischer Meister. Für den Verein absolvierte er 27 Erstligaspiele. 1997 wechselte er zum Ligakonkurrenten Shimizu S-Pulse. 1999 wurde er mit dem Verein Vizemeister der J1 League. Für den Verein absolvierte er 55 Erstligaspiele. 2000 wechselte er zum Ligakonkurrenten Kawasaki Frontale. 2000 erreichte er das Finale des J.League Cup. Für den Verein absolvierte er 19 Erstligaspiele. 2001 wechselte er zum Ligakonkurrenten Nagoya Grampus Eight. Im September 2002 wechselte er zum Ligakonkurrenten Kashima Antlers. Mit dem Verein wurde er 2002 japanischer Meister. 2003 wechselte er zum Zweitligisten Consadole Sapporo. 2007 wurde er mit dem Verein Meister der J2 League und stieg in die J1 League auf. Für den Verein absolvierte er 142 Spiele. Ende 2008 beendete er seine Karriere als Fußballspieler.

## Erfolge
Verdy Kawasaki
- J1 League

Meister: 1993, 1994
Vizemeister: 1995
- J.League Cup

Sieger: 1993, 1994
Finalist: 1996
- Kaiserpokal

Sieger: 1996
Shimizu S-Pulse
- J1 League

Vizemeister: 1999
- Kaiserpokal

Finalist: 1998
Kawasaki Frontale
- J.League Cup

Finalist: 2000
Kashima Antlers
- J1 League

Meister: 2002
- Kaiserpokal

Finalist: 2002